# Torneo di Wimbledon 2016 - Doppio femminile in carrozzina
Yui Kamiji e Jordanne Whiley erano le campionesse in carica del Torneo di Wimbledon 2015 - Doppio femminile in carrozzina.
Il duo nippo-britannico hanno confermato il titolo battendo Jiske Griffioen e Aniek Van Koot in finale, 6–2, 6–2.

## Teste di serie
1. Yui Kamiji /  Jordanne Whiley (campionesse)
2. Jiske Griffioen /  Aniek Van Koot (finale)

## Tabellone

### Legenda
| - Q = Qualificato - WC = Wild card - LL = Lucky loser | - ALT = Alternate - SE = Special Exempt - PR = Protected Ranking | - w/o = Walkover - r = Ritirato - d = Squalificato |

|  | Semifinali | Semifinali                     | Semifinali                     | Semifinali | Semifinali |  |  | Finale | Finale                         | Finale                         | Finale | Finale |  |
|  |            |                                |                                |            |            |  |  |        |                                |                                |        |        |  |
|  | 1          | Yui Kamiji Jordanne Whiley     | Yui Kamiji Jordanne Whiley     | 6          | 6          |  |  |        |                                |                                |        |        |  |
|  |            | Marjolein Buis Louise Hunt     | Marjolein Buis Louise Hunt     | 1          | 3          |  |  | 1      | Yui Kamiji Jordanne Whiley     | Yui Kamiji Jordanne Whiley     | 6      | 6      |  |
|  |            | Sabine Ellerbrock Lucy Shuker  | Sabine Ellerbrock Lucy Shuker  | 1          | 64         |  |  | 2      | Jiske Griffioen Aniek Van Koot | Jiske Griffioen Aniek Van Koot | 2      | 2      |  |
|  | 2          | Jiske Griffioen Aniek Van Koot | Jiske Griffioen Aniek Van Koot | 6          | 7          |  |  |        |                                |                                |        |        |  |